# Pomòrie

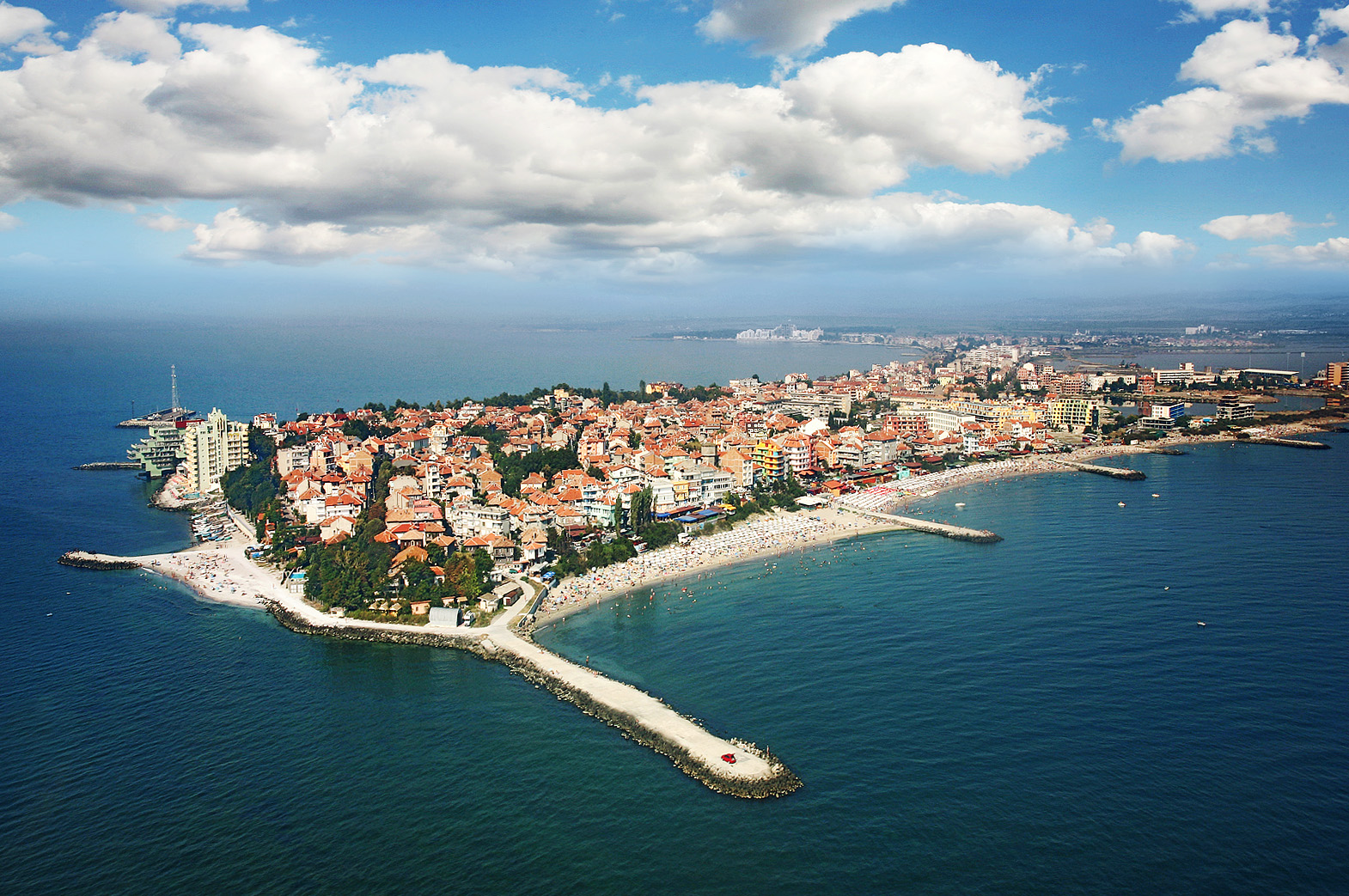
Vista aèria de Pomòrie

Pomòrie (búlgar: Поморие), a l'antiguitat i fins a 1934 coneguda com a Anquíalos (grec antic: Ἀγχιάλος, llatí: Anchialus; en búlgar: Анхиало, Anhialo; turc: Ahyolu; en protobúlgar, Tuthom) és una població i complex turístic costaner del sud-est de Bulgària, situat en una estreta península rocosa a la badia de Burgàs, a la part sud de la costa búlgara de la mar Negra. Se situa a la província de Burgàs, a 20 quilòmetres de Burgàs i 18 de Sunny Beach. L'ultrasalat llac Pomòrie, el més septentrional dels llacs de Burgàs, se'n troba a la rodalia. És la capital del municipi de Pomòrie.
Pomòrie és una antiga colònia grega i hui en dia una important destinació turística. La seua població al setembre de 2005 arribava als 14.600 habitants.

## Història

### Colònia grega i centre romà
Fundada possiblement al segle v o iv aC com una colònia d'Apol·lònia de l'Euxí, Anquíale o Anquíalos apareix esmentada en la Geografia d'Estrabó com una petita ciutat. El nom deriva dels mots grecs ankhi-, 'a prop de', i hals, 'sal'. Durant un breu període va caure en poder de Mesèmbria, al segle ii aC, però fou reconquistada per Apol·lònia, i les seues murades foren destruïdes.

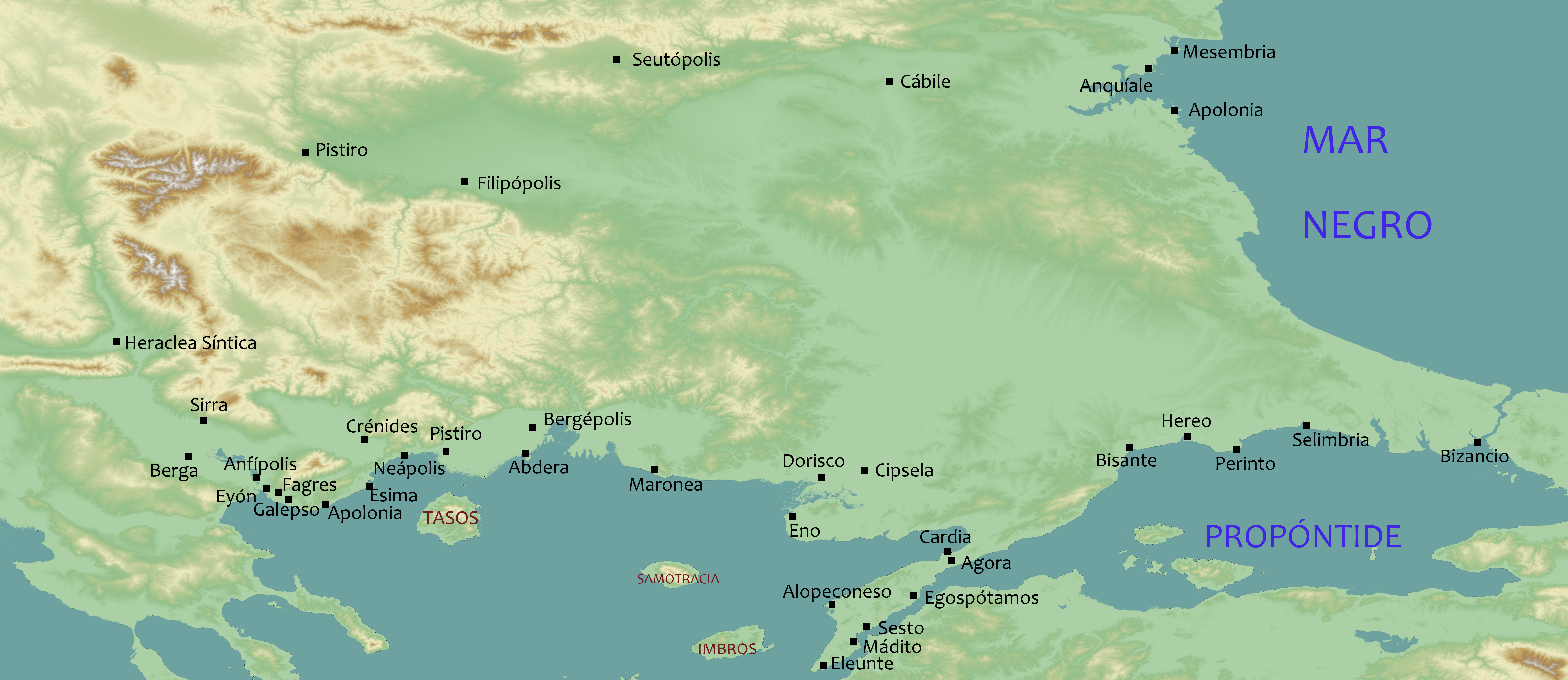
Mapa amb algunes de les principals colònies gregues de l'antiga Tràcia. Anquíalos se situava entre Mesèmbria i Apol·lònia.

La costa occidental de la mar Negra fou conquistada pels romans de la mà de Cras el Triümvir entre el 29 i 28 aC després de contínues campanyes a la zona, que havien començat el 72 aC. Els murs de la ciutat s'havien reconstruït, com esmenta Ovidi al 9 de en el seu viatge a Tomis. Al començament del segle I de la nostra era, Anquíalos s'havia convertit en un punt estratègic del Regne odrisi, i hi habitava població tràcia al segle vi, segons l'historiador romà d'Orient Procopi. Quan la independència odrísia va ser suprimida l'any 45, Anquíalos va romandre integrat a la província romana de Tràcia i declarada municipi oficialment sota el mandat de l'emperador Trajà.
La ciutat controlava un vast territori, fent frontera amb el d'Úlpia Augusta Trajana, i arribava al riu Tundzha per l'oest, tenia Mesèmbria al nord i la riba sud del llac Burgàs al sud. Anquíalos va adquirir l'aparença d'una ciutat romana i va créixer considerablement als segles II i III sota la dinastia Severa: esdevingué un dels més importants centres d'importació-exportació de Tràcia.

### Domini romà d'Orient
Les invasions bàrbares provinents del nord van destruir aquesta prosperitat a mitjan segle iii i els gots es van fer amb Anquíalos al voltant del 270. Dioclecià romangué a la ciutat entre el 28 i el 30 d'octubre de 294. Les seues reformes i les de Constantí el Gran van retornar la prosperitat a la ciutat durant un temps. A més, la seua proximitat a Constantinoble, la nova capital, convertí Anquíalos en un important centre de subministrament.
Teodoric el Gran va travessar Anquíalos al 476 de camí a Adrianòpolis. El general romà d'Orient Vitalià va començar una revolta a la zona el 513 i es va apoderar breument d'Anquíalos i altres ciutats properes per usar-les com a base d'operacions marítimes i atacar Constantinoble: fou finalment derrotat al 515. Durant els segles V i VI, Anquíalos fou seu d'un arquebisbat autocèfal.

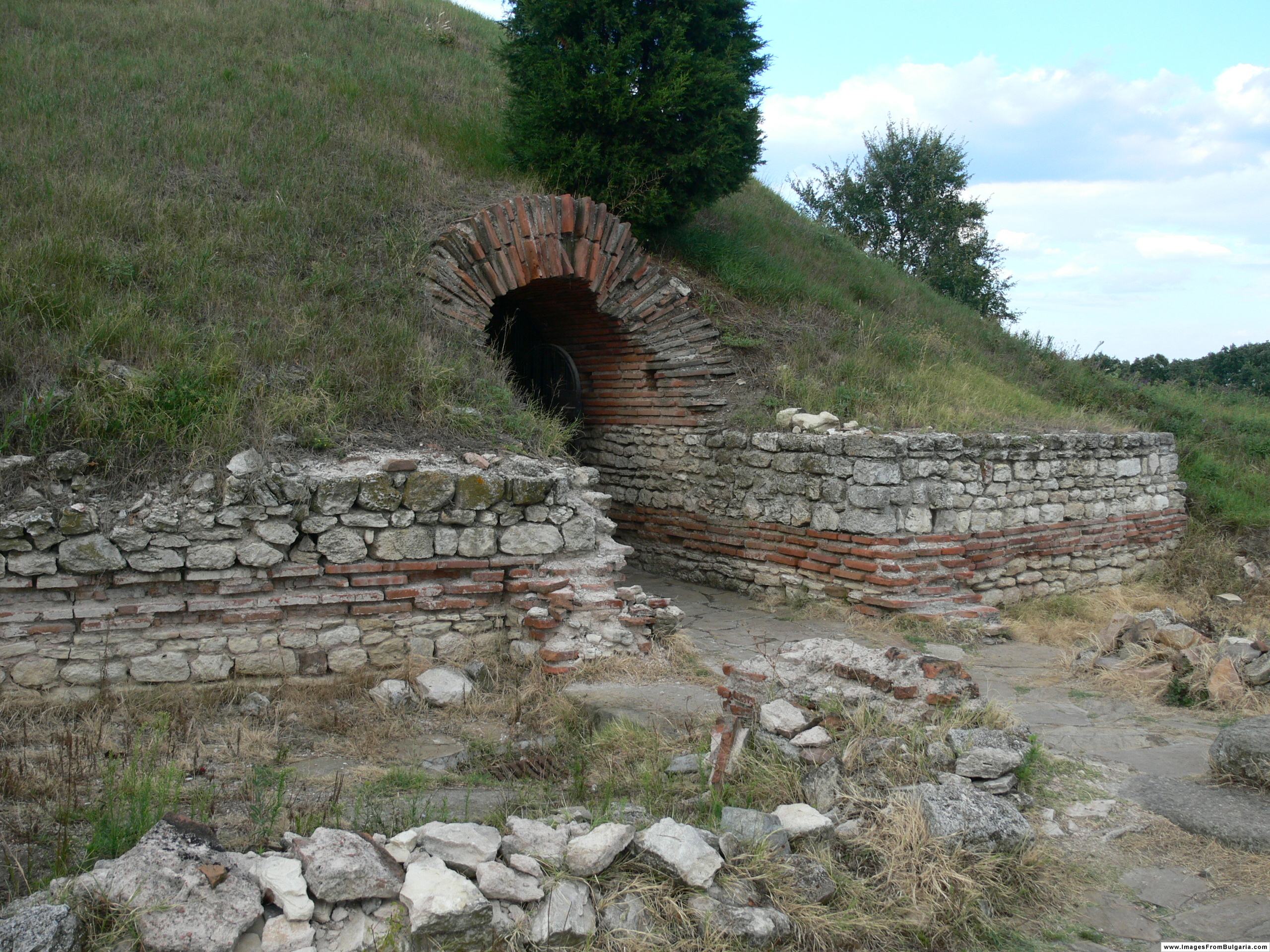
Antiga tomba tràcia a Pomorie

La invasió eslava i àvara del 584 implicà la conquesta d'Anquíalos i la destrucció de les seues fortificacions. El kan àvar Bayan I va convertir la ciutat en la seua residència durant uns mesos, i signà tractat de pau amb els romans. Abans de les seues campanyes balcàniques, l'emperador romà Maurici va visitar la ciutat per supervisar-ne els treballs de reconstrucció.
Després de la formació del Primer Imperi Búlgar el 681, Anquíalos jugaria un important paper en les Guerres romano-búlgares. El 708, les tropes de Justinià II foren derrotades pel kan Tervel en la primera batalla d'Anquíalos. El 30 de juny de 763, foren els romans de Constantí V els qui van derrotar els búlgars de Telets en la segona batalla d'Anquíalos. Per contra, al 766 Constantí V hagué d'abandonar la ciutat, en naufragar la flota de dues mil sis-centes naus que li portava reforços de Constantinoble en la seua ruta cap a Anquíalos.
El maig de 783, l'emperadriu Irene va fer una campanya a través de Tràcia i va reconstruir Anquíalos. La ciutat fou conquistada pel kan búlgar Krum al 812, que va dur a la ciutat població eslava i búlgara. Els romans, però, recuperaren la ciutat el 864.
La batalla més important que hi tingué lloc fou la d'Aqueloos o Tercera batalla d'Anquíalos, el 20 d'agost de 917. Fou una de les victòries més decisives del tsar Simeó el Gran, que derrotà un exèrcit romà més nombrós comandat per Lleó Focas. Bulgària va conservar la ciutat fins al 971 quan l'Imperi Romà d'Orient la recuperà i la mantingué en el seu poder altres dos-cents anys. Després de la creació del Segon Imperi búlgar, Anquíalos canviar de mans en diverses ocasions, fins que fou presa pels cavallers venecians d'Amadeu VI de Savoia al 1366.

### Domini otomà
Amb la invasió otomana dels Balcans al segle xiv, Anquíalos passà a mans romanes fins a la caiguda de Constantinoble el 1453. Com a part de l'administració otomana, la ciutat esdevingué el centre d'una kaza: integrà l'àrea circumdant de Sozòpol i fou anomenada Ahyolu. Fou centre d'una eparquia del Patriarcat de Constantinoble i continuà sent un centre cultural, religiós, econòmic i administratiu fins a principis del segle xix: moltes famílies nobles romanes s'hi van assentar després de la conquesta turca. Dos patriarques de Constantinoble, Miquel III d'Anquíalos i Jeremies II Tranus nasqueren en aquesta ciutat.
Durant la Guerra russoturca (1828-1829), Anquíalos fou presa dels russos l'11 de juliol de 1829 i romangué en el seu poder durant un any. Aleshores, la població era d'uns 5.000-6.000 habitants, majoritàriament d'origen grec i búlgar. Hi havia sis esglésies ortodoxes i una mesquita. Després de la retirada de les forces russes, tot l'est de l'actual Bulgària s'anà despoblant a poc a poc, emigrant sobretot a les terres cristianes del nord.
El Monestir de Sant Jordi va ser fundat el 1856, com a centre d'una kaza en el sanjaq d'İslimye dins la província d'Edirne, Anquíalos abans de 1878.

### Bulgària lliure
Anquíalos va ser alliberat del domini otomà el 27 de gener de 1878, passà a formar part de Rumèlia Oriental com a centre d'una kaza en el sanjaq de Burgàs fins a la unificació búlgara de 1866. Durant els segles XIX i xx, Anquíalos anà perdent importància, i fou reemplaçada per Burgàs, que cresqué ràpidament. Esdevingué un centre de producció de vi i sal, i fou rebatejada com a Pomorie el 1934, (de po, 'junt', i morie, 'la mar'). La ciutat acollí molts refugiats búlgars procedents de la Tràcia oriental després de la Segona Guerra Mundial, principalment de Kirklareli, i omplí el buit deixat per l'emigració grega de la primera dècada del segle xx. Aquests emigrants fundarien la població de Nea Anchialos a Grècia el 1906.

## Llocs d'interés
- Museu i galeria municipal
- Museu de la sal

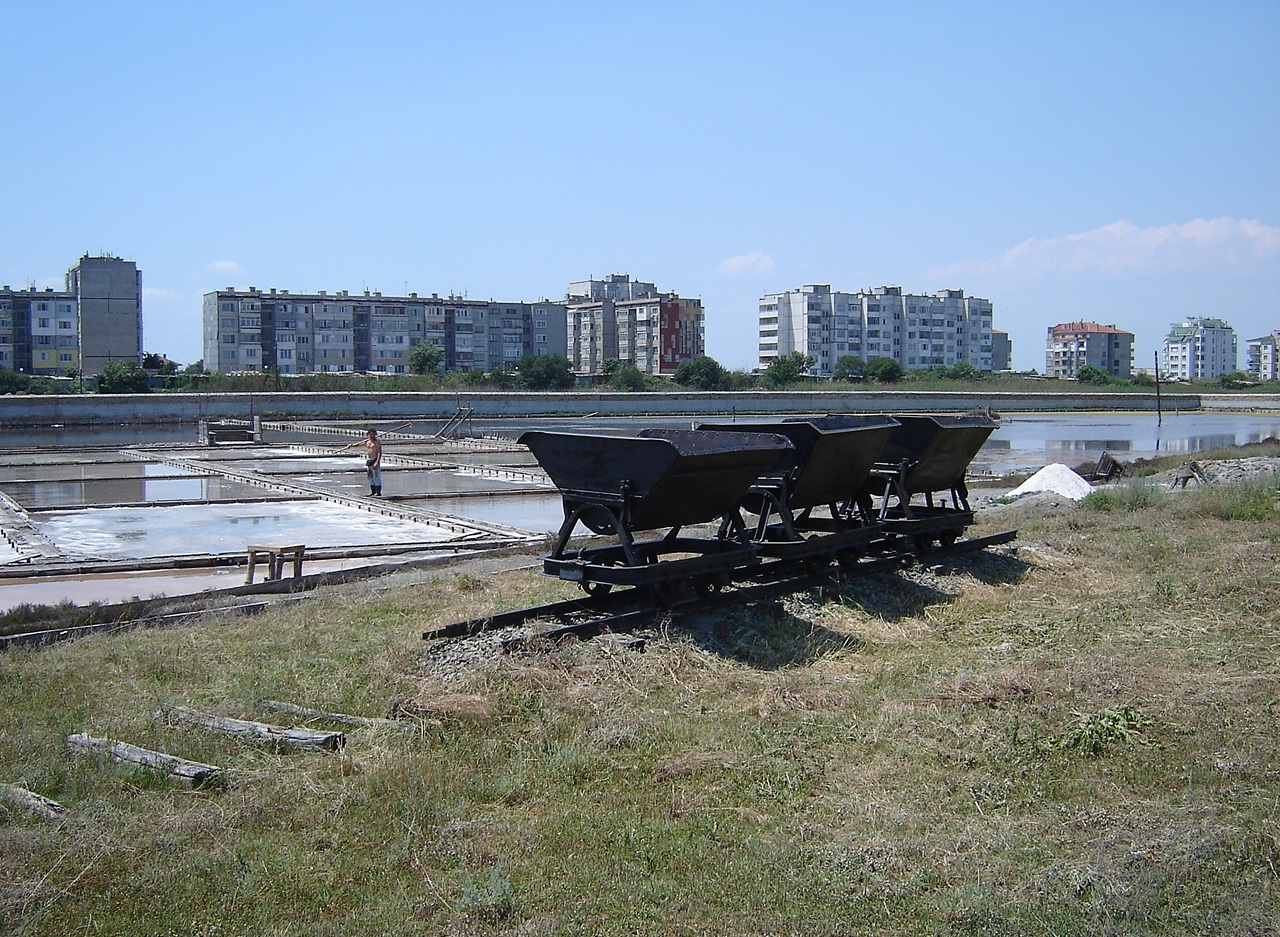
Salines de Pomorie

- Antigues tombes tràcies de rusc (segle iii)
- Cases de fusta tradicionals del segle xix
- Església del Naixement de la Santíssima Mare de Déu (1890)
- Església de la Transfiguració de Déu (1765)
- Monestir de Sant Jordi (1856)
- Roques de Yavorov

## Honors
Pomorie Point a l'illa Livingston, pertanyent a les Illes Shetland del Sud, a l'Antàrtida, rep el seu nom per aquesta població búlgara